# Septizodium
Le Septizodium ou Septizonium est un monument de la Rome antique, construit en 203 sous l'empereur romain Septime Sévère.

## Étymologie

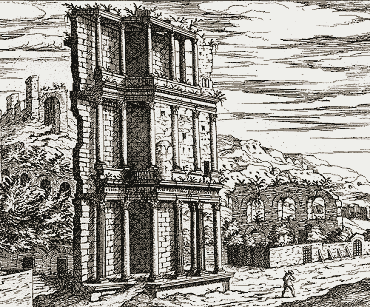
Vestiges du Septizonium, vers 1580. Par Étienne Dupérac.

Ce monument ésotérique, dédié aux sept astres majeurs (le Soleil, la Lune et les cinq planètes connues des Anciens, qui ont aussi donné leur nom aux jours de la semaine) garde des secrets jusque dans son appellation. 
On peut supposer que le nom a été compris comme celui d'un monument à sept divisions ou sept zones (grec ζώνη zônè, « ceinture »), à l'origine de la forme très commune septizonium, la plus correcte, selon Samuel Ball Platner. La forme septizodium serait à rapprocher du mot « zodiaque », dérivé du grec ζῴδιον zôdion qui désigne une figure animale (on figurait ainsi les constellations). Plus tardivement, au Moyen Âge, le monument a été compris et désigné comme septodium, du grec ἑπτὰ ὁδοί (hepta hodoi), désignant les « sept voies » célestes des planètes ou astres majeurs.

## Historique

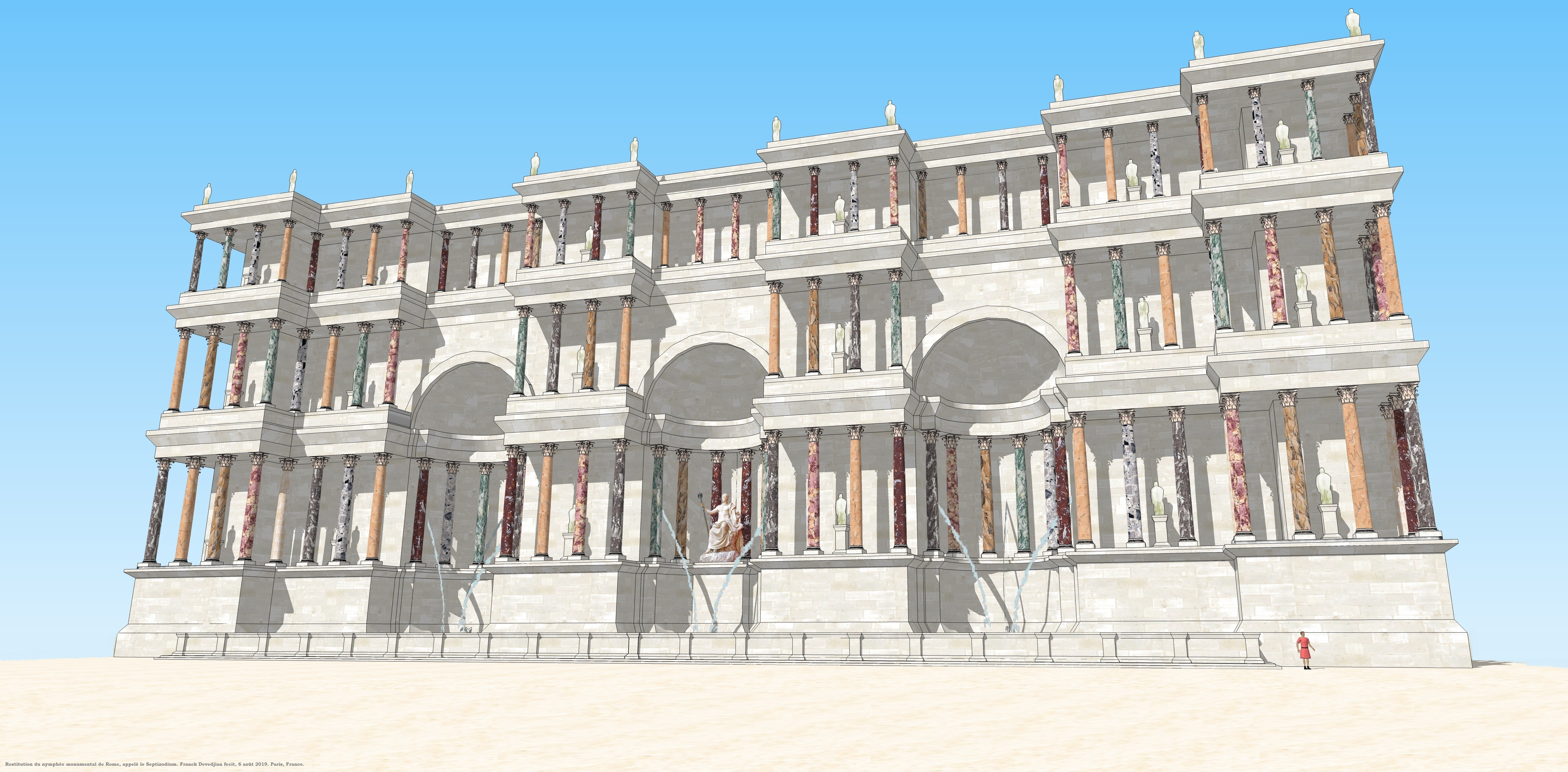
Schéma du Septizodium de Rome

Ce gigantesque nymphée (fontaine monumentale) se dressait au sud-est du Circus Maximus, au pied du mont Palatin. Il avait été conçu pour accueillir et émerveiller ceux qui arrivaient à Rome depuis le sud (par la Via Appia), c'est-à-dire symboliquement depuis l'Afrique, patrie de l'empereur Septime Sévère. C'est du moins ce qu'en dit son biographe de l'Histoire Auguste.
Sa structure nous est principalement connue par la Forma Urbis, un plan de Rome en marbre d'époque sévérienne qui nous est parvenu dans un état très fragmentaire. Le monument était donc conçu comme un front de scène, sur le modèle de ceux des théâtres romains, agrémenté de trois exèdres en demi-cercle. L'exèdre centrale était occupée par une statue de l'empereur. De nombreuses colonnes rythmaient cette façade, ainsi que des niches de statues. Un grand bassin baignait le pied du monument.

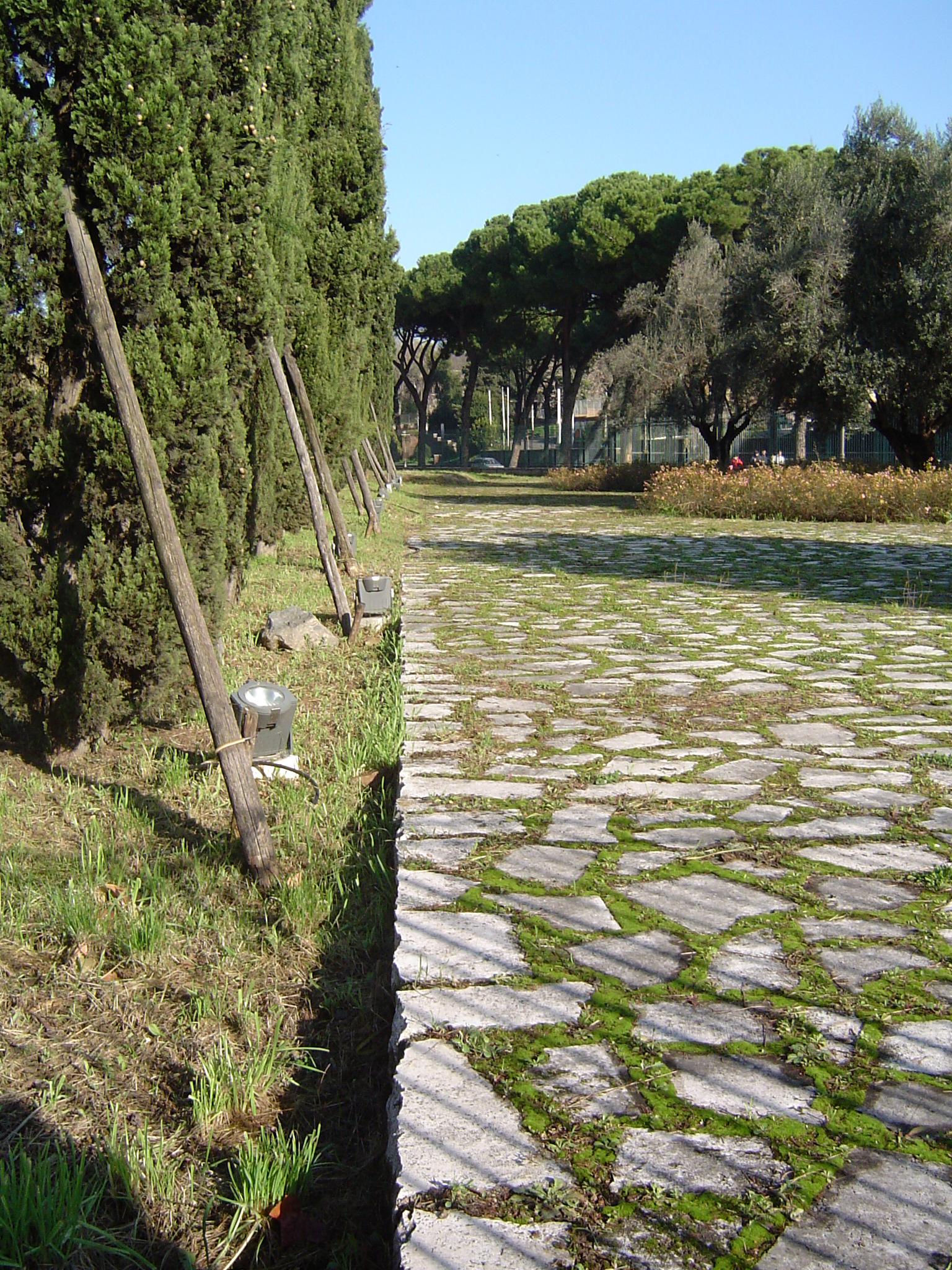
Emplacement du Septizonium, au pied du Palatin

Le Septizodium mesurait environ 100 mètres de longueur. Sa hauteur nous est inconnue : on a avancé jusqu'à 100 mètres, mais il est plus probable qu'elle était d'environ 30 mètres. Cela en fait un des monuments les plus impressionnants de la dynastie sévérienne et même de la Rome antique en général.
Le Septizodium survécut partiellement jusqu'à la Renaissance, mais le pape Sixte Quint le fit disparaître totalement en 1588, dans sa volonté de créer de grands axes de circulation dans la Ville. Quelques matériaux furent remployés dans d'autres réalisations, comme la base de la colonne de Marc-Aurèle.
Une esplanade marque aujourd'hui son emplacement.